# سيمون فنتون
سيمون فنتون (بالإنجليزية: Simon Fenton)‏ هو ممثل بريطاني، ولد في 6 أكتوبر 1976 في المملكة المتحدة.

## أعمال

### أفلام
- (1992) ذا باور أوف ون

## وصلات خارجية
- سيمون فنتون على موقع IMDb (الإنجليزية)
- سيمون فنتون على موقع ألو سيني (الفرنسية)
- سيمون فنتون على موقع أول موفي (الإنجليزية)
- سيمون فنتون على موقع قاعدة بيانات الأفلام السويدية (السويدية)
- سيمون فنتون على موقع قاعدة بيانات الفيلم (الإنجليزية)
- سيمون فنتون على موقع كينوبويسك (الروسية)